# Cenowa elastyczność popytu
Cenowa elastyczność popytu (ang. price elasticity of demand) – stosunek względnej zmiany wielkości popytu do względnej zmiany ceny. 
Cenowa elastyczność popytu mierzy siłę reakcji (wrażliwość) sprzedaży danego dobra na zmiany ceny tego dobra. Jest to stopień, w jakim efektywne pragnienie czegoś zmienia się wraz ze zmianą ceny. Ogólnie rzecz biorąc, ludzie mniej pragną rzeczy, gdy stają się one droższe. Jednak w przypadku niektórych dóbr, popyt może gwałtownie spaść nawet przy niewielkim wzroście cen, a w przypadku innych produktów może pozostać niezmieniony, nawet przy dużym wzroście cen. Ekonomiści używają terminu „elastyczność”, aby określić tę wrażliwość na wzrost cen. Mówiąc dokładniej, elastyczność cenowa daje procentową zmianę żądanej ilości, gdy cena wzrośnie o jeden procent, utrzymując wszystko inne na stałym poziomie.
Elastyczność cenowa jest prawie zawsze ujemna, chociaż analitycy zwykle ignorują ten znak, mimo że może to prowadzić do dwuznaczności. Tylko towary, które nie są zgodne z prawem popytu, takie jak dobra Veblena i Giffena, mają dodatnią elastyczność. Ogólnie rzecz biorąc, mówi się, że popyt na towar jest nieelastyczny (lub względnie nieelastyczny), gdy elastyczność jest mniejsza niż jeden (w wartości bezwzględnej): to znaczy, że zmiany ceny mają stosunkowo niewielki wpływ na ilość żądanego towaru. Mówi się, że popyt na dane dobro jest elastyczny (lub stosunkowo elastyczny), gdy jego elastyczność jest większa niż jeden.
Elastyczność cenowa popytu jest podstawowym narzędziem prognozowania, które pozwala oszacować siłę reakcji sprzedaży na różne warianty zmiany ceny. Może być również wykorzystana do przewidzenia występowania (lub „obciążenia”) podatku od danego towaru. Do określenia elastyczności cen stosowane są różne metody badawcze, w tym rynki testowe, analiza historycznych danych sprzedażowych i analiza łączona. Elastyczność cenowa popytu dalej dzieli się na: Idealnie elastyczny popyt (∞), Idealnie nieelastyczny popyt (0), Relatywnie elastyczny popyt (> 1), Relatywnie nieelastyczny popyt (<1), Jednolity popyt na elastyczność (= 1).

## Definicja
Zmianę popytu w odpowiedzi na zmianę ceny nazywa się elastycznością cenową popytu. Można go również zdefiniować jako stosunek procentowej zmiany popytu do procentowej zmiany ceny danego towaru. Wzór na współczynnik elastyczności cenowej popytu na towar jest następujący:
{\displaystyle {\text{E}}_{\text{PD}}={\frac {\mid \left({\frac {\Delta Q}{Q_{0}}}\right)\mid }{\mid \left({\frac {\Delta P}{P_{0}}}\right)\mid }}}
{\displaystyle \mid \left({\frac {\Delta Q}{Q_{0}}}\right)\mid } – względna (np. procentowa) zmiana zapotrzebowania,
{\displaystyle \mid \left({\frac {\Delta P}{P_{0}}}\right)\mid } – względna (np. procentowa) zmiana ceny,
P0, Q0 – cena początkowa i wielkość początkowa popytu.

Powyższa formuła zazwyczaj daje wartość ujemną z powodu odwrotnej zależności między ceną a popytem na ilość, jak to opisano w prawie popytu. Na przykład jeśli cena wzrośnie o 5%, a żądana ilość spadnie o 5%, wówczas elastyczność przy cenie początkowej i ilości = -5% / 5% = -1. Jedynymi klasami towarów o elastyczności większej niż 0 są dobra Veblena i Giffena. Chociaż elastyczność jest ujemna dla zdecydowanej większości towarów i usług, ekonomiści często określają elastyczność cenową popytu jako wartość dodatnią (tj. W wartościach bezwzględnych).
Ta miara elastyczności jest czasami nazywana elastycznością popytu na towar według ceny własnej, tj. Elastycznością popytu w stosunku do własnej ceny towaru, w celu odróżnienia go od elastyczności popytu na ten towar w odniesieniu do zmiany ceny jakiegoś innego dobra, tj. dobra komplementarnego lub substytucyjnego.
Gdy różnica między dwiema cenami lub ilościami wzrasta, dokładność EPD podana w powyższym wzorze zmniejsza się z kombinacji dwóch powodów. Po pierwsze, elastyczność towaru nie musi być stała; jak wyjaśniono poniżej, zmienia się w różnych punktach wzdłuż krzywej popytu, ze względu na swój procentowy charakter. Elastyczność to nie to samo, co nachylenie krzywej popytu, które zależy od jednostek używanych zarówno dla ceny, jak i ilości. Po drugie, zmiany procentowe nie są symetryczne; zamiast tego zmiana procentowa między dowolnymi dwoma wartościami zależy od tego, która z nich zostanie wybrana jako wartość początkowa, a która jako wartość końcowa. Na przykład jeśli żądana ilość wzrośnie z 10 jednostek do 15 jednostek, zmiana procentowa wynosi 50%, tj. (15-10) ÷ 10 (przeliczona na procent). Ale jeśli żądana ilość spadnie z 15 jednostek do 10 jednostek, zmiana procentowa wynosi -33,3%, tj. (10-15) ÷ 15.
Dwie alternatywne miary elastyczności pozwalają uniknąć lub zminimalizować te wady podstawowej formuły elastyczności: elastyczność punktowa i elastyczność łukowa.
W przeciwieństwie do powszechnego nieporozumienia, elastyczność cenowa nie jest stała, ale zmienia się wzdłuż krzywej.

## Rodzaje cenowej elastyczności popytu
- Dla {\displaystyle |E_{d(p)}|=0} popyt doskonale nieelastyczny (popyt sztywny) zmiana ceny nie przekłada się na zmiany popytu, co oznacza, że konsumenci nabywają stałą ilość dobra niezależnie od zmieniających się cen. Przykładem dóbr o popycie zbliżonym do doskonale nieelastycznego mogą być produkty trudno zastępowalne przez inne, a jednocześnie zużywane w stałych ilościach w gospodarstwach domowych – np. sól lub tytoń lub też produkty, od których konsumenci są uzależnieni.
- Dla {\displaystyle |E_{d(p)}|\in (0;1)} popyt nieelastyczny – procentowa zmiana popytu jest mniejsza niż procentowa zmiana ceny.
- Dla {\displaystyle |E_{d(p)}|=1} popyt proporcjonalny – wielkość popytu w takim samym stopniu co zmiana ceny.
- Dla {\displaystyle |E_{d(p)}|>1} popyt elastyczny – wielkość popytu zmienia się bardziej niż zmiana ceny.
- Dla {\displaystyle |E_{d(p)}|\to \infty } popyt doskonale elastyczny – oznacza, że przy danym poziomie ceny konsumenci są skłonni nabyć każdą ilość dobra, ale każda minimalna zmiana ceny doprowadzi do znacznych zmian popytu.

## Czynniki wpływające na cenową elastyczność popytu
Nadrzędnym czynnikiem w określaniu elastyczności jest gotowość i zdolność konsumentów po zmianie ceny do odkładania natychmiastowych decyzji konsumpcyjnych dotyczących towaru i poszukiwania substytutów („poczekaj i popatrz”). Szereg czynników może zatem wpłynąć na elastyczność popytu na dane dobro:
- Dostępność dóbr substytucyjnych. Im więcej i bliżej dostępnych substytutów, tym elastyczność cenowa jest większa, ponieważ konsumenci mogą łatwo przestawić się na inne dobra, zaspakajające te same potrzeby (istnieje silny efekt substytucyjny). Jeśli nie są dostępne bliskie substytuty, efekt substytucyjny będzie niewielki, a popyt mniej elastyczny[3].
- Zakres definicji towaru. Im szerszy zakres dobra (lub usługi), tym mniejsza elastyczność. Na przykład fish&chips z Firmy X miałyby stosunkowo wysoką elastyczność popytu, gdyby dostępna była znaczna liczba substytutów, podczas gdy żywność ogólnie miałaby bardzo niską elastyczność popytu, ponieważ nie ma substytutów.
- Udział wydatków na zakup danego dobra w dochodzie konsumenta. Im wyższy odsetek dochodu konsumenta, jaki reprezentuje cena (koszt zakupu)  produktu, tym wyższa jest elastyczność, ponieważ konsumenci zwracają większą uwagę na zakup dobra z powodu jego ceny. Gdy stanowi to jedynie znikomą część budżetu, efekt dochodowy będzie nieznaczny, a popyt nieelastyczny.
- Konieczność. Im bardziej potrzebny jest towar, tym niższa jest elastyczność, ponieważ ludzie będą próbować go kupić bez względu na cenę, na przykład w przypadku insuliny dla tych, którzy go potrzebują.
- Upływ czasu od wprowadzenia zmiany w cenie danego dobra. W przypadku większości towarów, im dłużej trwa zmiana ceny, tym większa jest prawdopodobnie elastyczność, ponieważ coraz więcej konsumentów uważa, że ma czas i ochotę szukać zamienników. Na przykład gdy ceny paliwa gwałtownie wzrosną, konsumenci mogą nadal napełniać puste zbiorniki w krótkim okresie, ale gdy ceny utrzymują się na wysokim poziomie przez kilka lat, więcej konsumentów zmniejszy swoje zapotrzebowanie na paliwo, przechodząc na wspólne przejazdy lub transport publiczny, inwestując w pojazdy przy większym zużyciu paliwa lub podejmowaniu innych środków. Nie dotyczy to jednak dóbr trwałego użytku, takich jak same samochody; ostatecznie może okazać się konieczne, aby konsumenci wymienili swoje obecne samochody, dlatego można oczekiwać, że popyt będzie mniej elastyczny.
- Lojalność wobec marki. Przywiązanie do określonej marki – albo z tradycji, albo z powodu barier własnościowych – może zastąpić wrażliwość na zmiany cen, powodując bardziej nieelastyczny popyt.
- Kto płaci. Tam, gdzie nabywca nie płaci bezpośrednio za towary, które konsumuje, na przykład na rachunkach wydatków korporacyjnych, popyt może być bardziej nieelastyczny.
- Uzależnienie od dobra. Towary o bardziej uzależniającym charakterze mają zwykle nieelastyczny EPD (wartość bezwzględna EPD <1). Przykłady takich obejmują papierosy, heroinę i alkohol. Wynika to z faktu, że konsumenci postrzegają takie towary jako artykuły niezbędne i dlatego są zmuszeni je kupować, nawet pomimo znacznych zmian cen.

## Historia
Wraz z koncepcją ekonomicznego współczynnika „elastyczności” Alfredowi Marshallowi przypisuje się zdefiniowanie „elastyczności popytu” (w Zasadach Ekonomicznych, opublikowanych w 1890 roku). Alfred Marshall wynalazł elastyczność cenową popytu cztery lata po tym, jak wynalazł pojęcie elastyczności. Wykorzystał podstawowe twierdzenie Cournota o krzywej popytu, aby uzyskać równanie elastyczności cenowej popytu. Opisał on elastyczność cenową popytu w następujący sposób: „możemy powiedzieć ogólnie: – elastyczność (lub reakcja) popytu na rynku jest duża lub niewielka, w zależności od tego, czy żądana kwota rośnie bardziej lub mniej przy danym spadku ceny i maleje bardzo lub niewiele za dany wzrost ceny”. Wnioskuje to, ponieważ „jedynym uniwersalnym prawem dotyczącym pragnienia towaru jest to, że maleje..., ale to zmniejszenie może być powolne lub szybkie. Jeśli jest powolne ... niewielki spadek ceny spowoduje stosunkowo duży wzrost jego zakupów. Ale jeśli jest szybki, niewielki spadek ceny spowoduje tylko bardzo niewielki wzrost jego zakupów. W pierwszym przypadku ... elastyczność jego potrzeb, można powiedzieć, jest świetna. W drugim przypadku przypadek ... elastyczność jego popytu jest niewielka”. Matematycznie EPD Marshalla oparto na definicji ceny punktowej, używając rachunku różniczkowego do obliczania elastyczności.